# Olympische Sommerspiele 1952/Teilnehmer (Israel)
| Gelbes Symbol für Goldmedaillen mit stilisierten Olympischen Ringen | Graues Symbol für Silbermedaillen mit stilisierten Olympischen Ringen | Braundes Symbol für Bronzemedaillen mit stilisierten Olympischen Ringen |
| ------------------------------------------------------------------- | --------------------------------------------------------------------- | ----------------------------------------------------------------------- |
| —                                                                   | —                                                                     | —                                                                       |

Israel nahm an den Olympischen Sommerspielen 1952 in der finnischen Hauptstadt Helsinki mit 25 Sportlern, 3 Frauen und 22 Männern, an 17 Wettbewerben in fünf Sportarten teil.
Es war die erste Teilnahme eines Israelische Teams an Olympischen Sommerspielen.

## Flaggenträger
Der Basketballspieler Abraham Shneior trug die Flagge Israels während der Eröffnungsfeier im Olympiastadion.

## Teilnehmer nach Sportarten

### Basketball
- Kader: Eliahu Amiel, Menahem Degani, Dan Erez, Yehuda Gafni, Mordechai Hefez, Ralph Klein, Daniel Levy, Amos Lin, Zekaarya Ofri, Reuben Perach, Shimon Shelah & Abraham Shneior
Qualifikationsrunde, Gruppe B: nicht für die Hauptrunde qualifiziert; Rang 17
57:47-Niederlage gegen die  Philippinen
54:52-Niederlage gegen  Griechenland

### Leichtathletik

#### Männer
100 m
- David Tabak
Vorläufe: in Lauf 6 (Rang 1) mit 10,9 s (handgestoppt) bzw. 11,12 s (elektronisch) für die Viertelfinalläufe qualifiziert
Viertelfinale: in Lauf 3 (Rang 6) mit 10,9 s (handgestoppt) bzw. 11,10 s (elektronisch) nicht für die Halbfinalläufe qualifiziert

200 m
- David Tabak
Vorläufe: in Lauf 6 (Rang 1) mit 22,4 s (handgestoppt) bzw. 22,60 s (elektronisch) für die Viertelfinalläufe qualifiziert
Viertelfinale: in Lauf 4 (Rang 5) mit 21,8 s (handgestoppt) bzw. 22,34 s (elektronisch) nicht für die Halbfinalläufe qualifiziert

400 m
- Arie Gill-Glick
Vorläufe: in Lauf 5 (Rang 5) mit 50,2 s (handgestoppt) bzw. 50,27 s (elektronisch) nicht für die Viertelfinalläufe qualifiziert

800 m
- Arie Gill-Glick
Vorläufe: in Lauf 7 (Rang 6) mit 2:00,9 min (handgestoppt) nicht für die Halbfinalläufe qualifiziert

Hochsprung
- Arieh Batun-Kleinstub
Qualifikation, Gruppe A: 1,70 m, Rang 19, Gesamtrang 35, nicht für das Finale qualifiziert
1,60 m: ohne Fehlversuch, gültig
1,70 m: ohne Fehlversuch, gültig
1,80 m: drei Fehlversuche, ungültig

Diskuswurf
- Urion Gallin
Qualifikation, Gruppe A: 40,76 m, Rang 17, Gesamtrang 32, nicht für das Finale qualifiziert
1. Wurf: ungültig
2. Wurf: 40,76 m
3. Wurf: 40,36 m

#### Frauen
80 m Hürden
- Leah Horowitz
Vorläufe: in Lauf 4 (Rang 6) mit 12,4 s (handgestoppt) bzw. 12,74 s (elektronisch) nicht für die Halbfinalläufe qualifiziert

Hochsprung
- Tamar Metal
Finale: 1,40 m, Rang 17
1,35 m: ohne Fehlversuch, gültig
1,40 m: ein Fehlversuch, gültig
1,45 m: drei Fehlversuche, ungültig

Weitsprung
- Tamar Metal
Qualifikation, Gruppe B: 5,16 m, Rang 15, Gesamtrang 29, nicht für das Finale qualifiziert
1. Sprung: ungültig
2. Sprung: 5,06 m
3. Sprung: 5,16 m

Diskuswurf
- Olga Winterberg
Qualifikation: 35,79 m, Rang 19, nicht für das Finale qualifiziert
1. Wurf: 25,97 m
2. Wurf: 35,79 m
3. Wurf: 24,09 m

### Schießen
Kleinkaliber Dreistellungskampf
- Alexander Eliraz
Finale: 1.059 Ringe, 19 Volltreffer, Rang 44
kniend: 363 Ringe, Rang 44
liegend: 381 Ringe, Rang 34
stehend: 315 Ringe, Rang 42

- Zvi Pinkas
Finale: 1.077 Ringe, 30 Volltreffer, Rang 41
kniend: 349 Ringe, Rang 41
liegend: 388 Ringe, Rang 32
stehend: 340 Ringe, Rang 36

Kleinkaliber liegend
- Alexander Eliraz
Finale: 381 Ringe, sechs Volltreffer, Rang 56
Runde 1: 95 Ringee, Rang 50
Runde 2: 93 Ringe, Rang 57
Runde 3: 97 Ringe, Rang 45
Runde 4: 96 Ringe, Rang 48

- Zvi Pinkas
Finale: 388 Ringe, 20 Volltreffer, Rang 41
Runde 1: 99 Ringe, Rang 14
Runde 2: 97 Ringe, Rang 40
Runde 3: 98 Ringe, Rang 38
Runde 4: 94 Ringe, Rang 58

Freies Gewehr Dreistellungskampf
- Dov Ben-Dov
Finale: 1.033 Ringe, Rang 21
kniend: 349 Ringe, Rang 20
liegend: 370 Ringe, Rang 21
stehend: 314 Ringe, Rang 22

- Shmuel Laviv-Lubin
Finale: 973 Ringe, Rang 26
kniend: 315 Ringe, Rang 29
liegend: 367 Ringe, Rang 23
stehend: 291 Ringe, Rang 25

### Schwimmen
100 m Freistil
- Nahum Buch
Vorläufe: in Lauf 1 (Rang 7) mit 1:05,6 min nicht für die Halbfinalläufe qualifiziert

### Wasserspringen
Kunstspringen 3 m
- Yoav Ra’anan
Qualifikation: 67,70 Punkte, Rang 9, nicht für das Finale qualifiziert
1. Sprung: 10,56 Punkte, Rang 17
2. Sprung: 09,44 Punkte, Rang 21
3. Sprung: 10,54 Punkte, Rang 22
4. Sprung: 12,54 Punkte, Rang 05
5. Sprung: 13,42 Punkte, Rang 09
6. Sprung: 11,20 Punkte, Rang 22

Turmspringen
- Yoav Raanan
Qualifikation: 58,15 Punkte, Rang 30, nicht für das Finale qualifiziert
1. Sprung: 12,81 Punkte, Rang 02
2. Sprung: 10,83 Punkte, Rang 18
3. Sprung: 10,45 Punkte, Rang 20
4. Sprung: 07,48 Punkte, Rang 30
5. Sprung: 09,54 Punkte, Rang 26
6. Sprung: 07,04 Punkte, Rang 31